# ولایت بدخشان
ولایت بَدَخشان (ساسانی: بَدَخش؛ پهلوی: bythš؛ اشکانی: bthšy؛ پارسی میانه: bizhoo) یکی از ۳۴ ولایت افغانستان است که در شمال‌شرقی آن واقع شده است. بدخشان از سطح دریا ۱٬۸۰۰ متر بلندی دارد و مرکز آن شهر فیض‌آباد است. این ولایت دارای مرز بین‌المللی از شمال با تاجیکستان، از شرق با چین و از جنوب با پاکستان است. ولایت بدخشان با ۲۸ ولسوالی، پر ولسوالی‌ترین ولایت افغانستان می‌باشد.
این ولایت در ۴۷۰ کیلومتری کابل واقع است. بدخشان از جنوب با ولایت‌های پنجشیر و نورستان و از غرب با ولایت تخار هم‌مرز است. مساحت بدخشان بیش از ۴۷٬۴۰۳ کیلومتر مربع است و شمار باشندگان آن بیش از یک میلیون نفر برآورد شده است. نفوس این شهر بالغ بر یک میلیون و پنجاه و پنج هزار نفر می‌باشد.

## نام
بدخشان از نظر ریشه‌شناسی از واژهٔ فارسی میانه (badaxš) که یک عنوان رسمی است، گرفته شده است. حروف (ān) که در آخر آن آمده است پسوندی است که برای نشان دادن منطقهٔ جغرافیایی بکار می‌رود؛ بنابراین کلمهٔ بدخشان (badaxšān) به معنای متعلق بودن این منطقه به شخصی به نام بدخش (badaxš) است. بَدَخش یا بَدَخشَن نیز واژه‌ای از زبان پارسی میانه به معنای والی و مرزبانی است که علاوه بر فرمانداری، ریاست اسواران محلی را نیز عهده‌دار بود.
در زمان ساسانیان به این منطقه بِدِخش bidix و در زمان اشکانیان bthšy می‌گفتند؛ در سنگ‌نوشته‌های ساسانی در کعبهٔ زرتشت این نام به‌شکل Bałasakan نیز آمده است. نام بدخشان، در زبان پهلوی به‌صورت bythš، در سنگ‌نوشته‌های پارسی میانه به‌صورت pitiaxou، در زبان یونانی به‌صورت bdeašx، در زبان ارمنی به‌صورت pəṭaḥšā یا afṭaḥšā و به زبان سریانی به‌صورت مُفَتِّش آمده است. این نام در منبع چینی از سدهٔ هفتم میلادی به صورت Po-to-chang-na ثبت شده است.
بدخشان از نخستین دوره‌های روزگار باستان به بعد منبع لاجورد بوده و معادن یاقوت آن نیز شهرت داشته‌اند. واژهٔ فرانسوی «balais» و انگلیسی «balas» که نام گونه‌ای از یاقوت بوده ریشه در همین واژهٔ بدخش دارد که در برخی از زبان‌های ایرانی شرقی، حرف d به حرف l تبدیل شده است.
بدخشان در اشعار بیشتر شاعران به کیفیت لعل خویش مشهور است. چنانچه فرخی سیستانی می‌سراید:
| گر سنگ همه لعل بدخشان بودی       |  | پس قیمت سنگ و لعل یکسان بودی      |
| ارغوان لعل بدخشی دارد اندر مرسله |  | نسترن لولوی لالا دارد اندر گوشوار |

## مردم

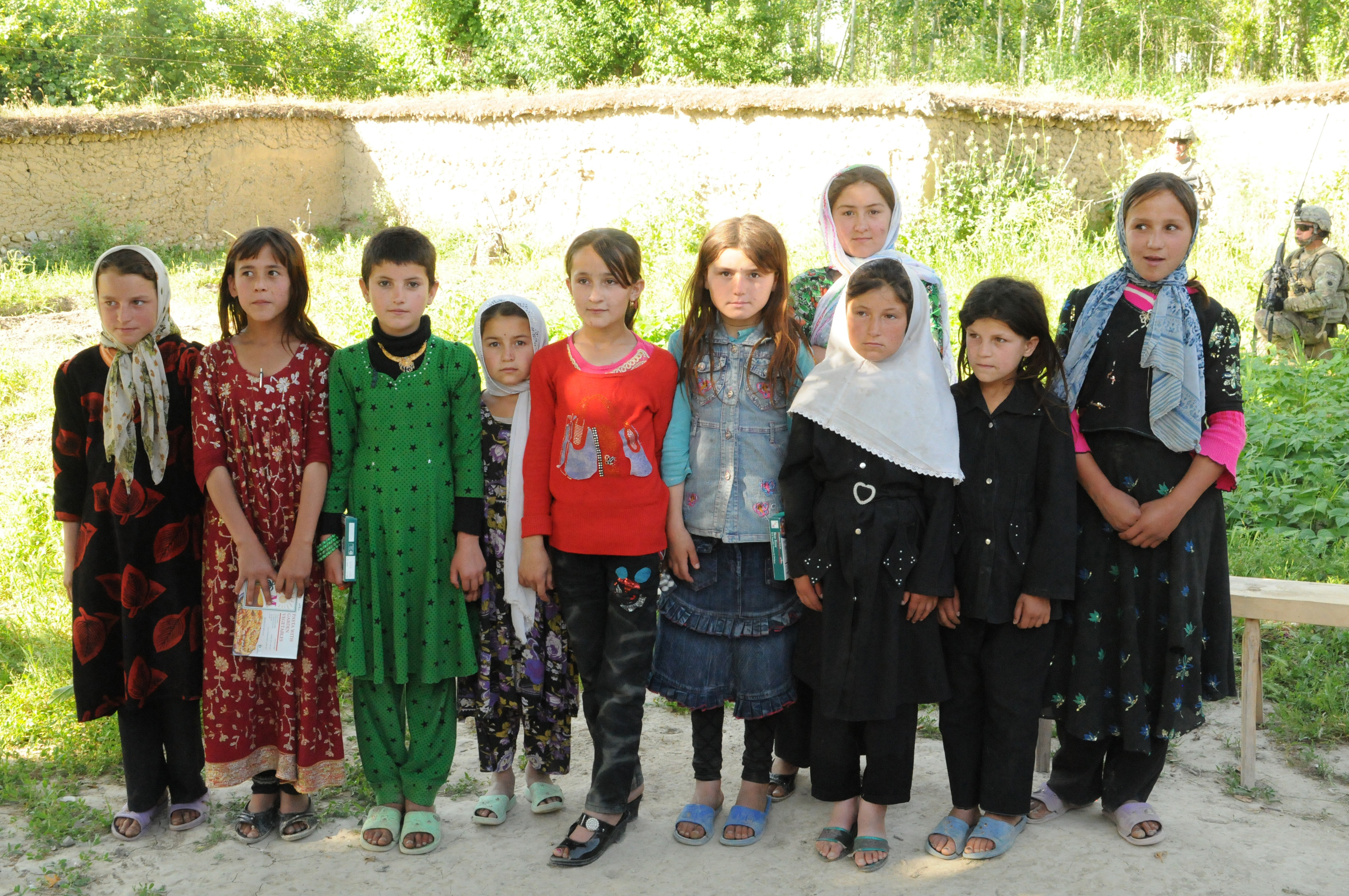
تصویر کودکان در بدخشان

بیشتر باشندگان این ولایت را تاجیک‌ها با اقلیت‌های قابل توجهی از پامیری‌ها، ازبک‌ها، هزاره‌ها، قرقیزها و پشتون‌ها تشکیل می‌دهند. زبان‌های رایج در این ولایت فارسی دری، زبان‌های پامیری، ازبکی، قرقیزی و پشتو می‌باشند.
در بدخشان زبان‌های دیگری به نام زبان‌های پامیری (از خانوادهٔ زبان‌های ایرانی‌شرقی) هنوز زنده هستند و مردم به آن‌ها گفتار می‌کنند. در ناحیهٔ پامیر نیز عدهٔ اندکی به زبان قرقیزی سخن می‌گویند.
همچنین عدهٔ کمی از مسلمانان روسی نیز پس از جنگ شوروی و افغانستان در دههٔ ۱۹۸۰ نیز در این ولایت ساکن شده‌اند. بیشتر مردم بدخشان، پیرو مذهب اهل سنت هستند و برخی به‌ویژه پامیری‌ها پیرو مذهب شیعه اسماعیلی هستند.

## پیشینه

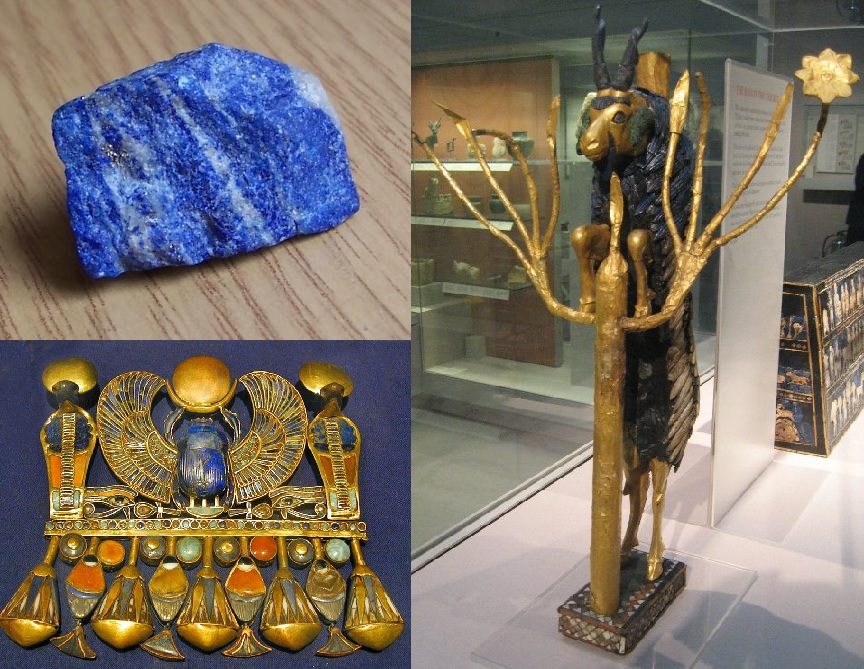
نگارهٔ ۴: سنگ لاجوَرد (لاتین: Lapis lazuli) نوعی سنگ قیمتی آبی‌رنگ است که تنها در افغانستان یافت می‌شود ولی از هزاران سال پیش در جهان خواهان زیادی داشته است. این سنگ در جواهرات فراعنهٔ مصر باستان، هنر خاور نزدیک باستان و تا هنر رنسانسِ ایتالیا به چشم می‌خورد. وجود ده‌ها تُن سنگ لاجورد به‌کاررفته در گنجینه‌های شاهان میان‌رودان (بین‌النهرین) و فراعنهٔ مصر باستان نشان‌دهندهٔ این واقعیت است که این سنگ قیمتی در آن عصر در اوج مُد بوده و نیاکان باشندگان افغانستان در تجارت و بازرگانی در عصر بُرُنز نقش پویایی داشتند. همچنین ضرورت انتقال این همه سنگ لاجورد از افغانستان به خاور نزدیک و مصر گواه بر موجودیت امکانات و تأسیسات پیشرفتهٔ میان‌راهی در آن عصر است.
سمت چپ، بالا: نمونه‌ای از سنگ لاجوَرد.
سمت چپ، پایین: لاجورد بکار رفته در یکی از زیورآلات توت‌عنخ‌آمون، یکی از فراعنهٔ مقتدر مصر باستان، ۱۳۵۲–۱۳۶۱ پیش از میلاد.
سمت راست: لاجوَردِ بکار رفته در «قوچ در یک بیشه»، بدست‌آمده از مقبره‌های شاهی شهر باستانی اور، میان‌رودان (بین‌النهرین) باستان، عراق امروزی، ۲۵۰۰–۲۶۰۰ پیش از میلاد.

در نتیجهٔ کاوش‌های باستان‌شناسی صدها ابزار سنگی در مناطق متعدد افغانستان و همچنان بدخشان - ابزاری چون ابزار کوارتزی متعلق به دورهٔ پارینه‌سنگی زیرین (تبرهای دستی، چاقوهای دسته‌دار و تراشه‌ها) با قدمتی بیش از ۱۰۰٬۰۰۰ ساله - گواهی این است که بدخشان از دوران پارینه‌سنگی منطقه‌ای مسکون بوده است.
اسکلت انسان نِئاندِرتال در طی اواسط دههٔ هفتاد میلادی در درهٔ کور در بدخشان، و همچنین استخوان گیجگاهی بزرگی یافت شده‌اند که به عقیدهٔ دانشمندان می‌بایست متعلق به انسان امروزی با ویژگی‌های نئاندرتالی باشد.
لوئی دوپری، باستان‌شناس دانشگاه پنسیلوانیا راجع به کشف درهٔ کور می‌گوید:
شمال افغانستان شاید منطقه‌ای باشد که هوموساپینس‌های امروزی، یا دست‌کم گونه‌ای از انسان امروزی، از نظر فیزیکی و جسمانی تحول پیدا کرده و شروع به متحول کردن فناوری عصر حجر کردند.
اما با حملهٔ شوروی به افغانستان در ۱۹۷۹ میلادی کاوش‌های باستان‌شناسی بدخشان را که احتمالاً می‌توانست این فرضیهٔ شگفت‌انگیز را تأیید کند، متوقف ساخت.
آثار بدست‌آمده از درهٔ کور (کُر)، در غرب بدخشان، نخستین شواهد آشکار زیستگاه‌های انسان را در افغانستان نشان می‌دهد. طی کاوش‌هایی در درهٔ کور در سال ۱۹۴۴ توسط لوئی دوپری و همکارانش، ابزارهای موسترین و جمجمهٔ انسان نئاندرتال به‌دست آمده که مربوط به دورهٔ میان‌سنگی بوده و عمر آن را ۳۰ هزار سال پیش تخمین زده‌اند.

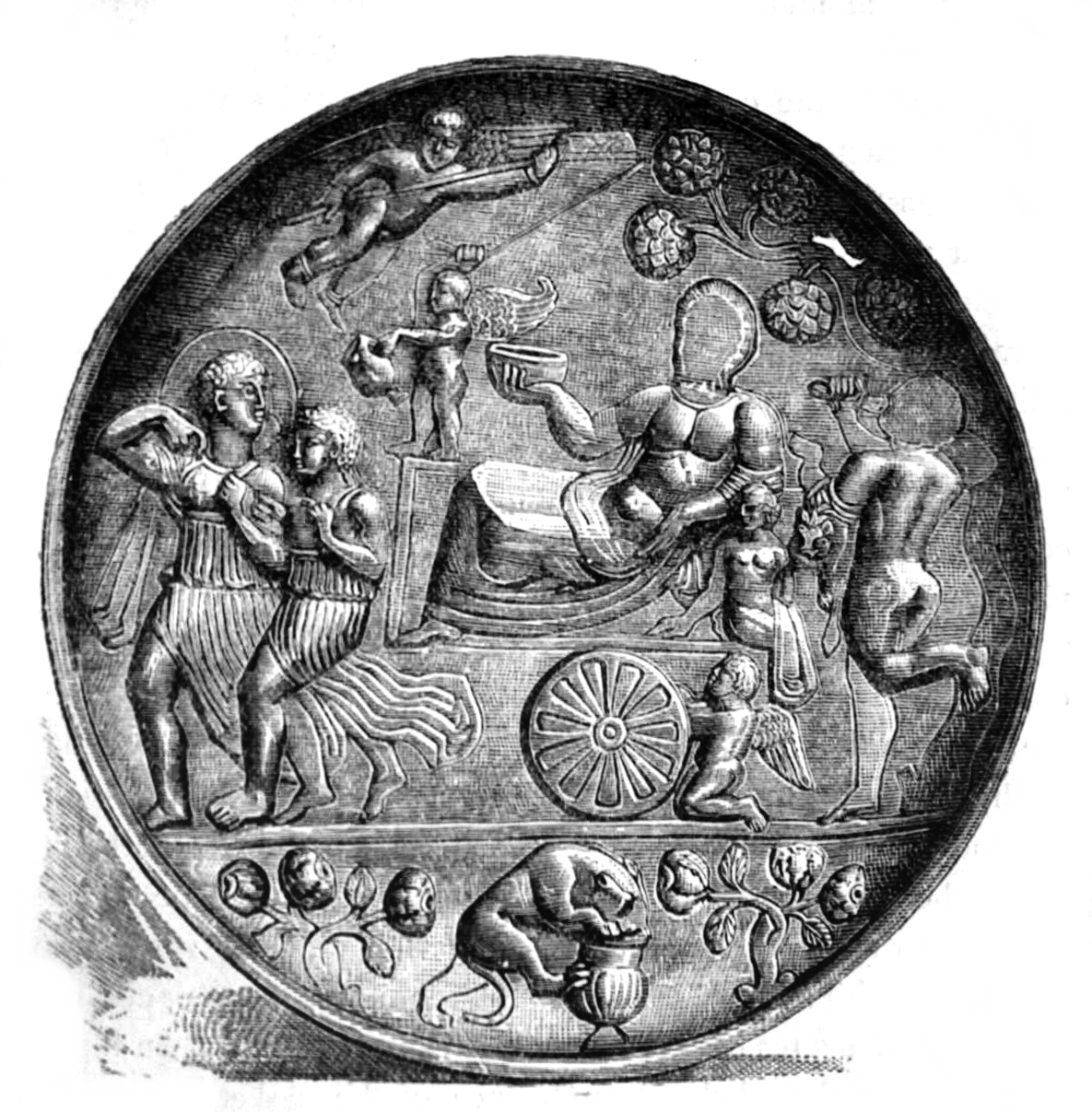
بشقاب نقره‌ای کشف‌شده توسط جورج کریستوفر میلزورث از بدخشان، ۱۸۳۲. دیونیزوس را درحالی‌که توسط دو فرشته هل داده می‌شود، نشان می‌دهد.

در هزارهٔ یکم پیش از میلاد این منطقه به‌دست هخامنشیان افتاد و پس از سقوط آن‌ها توسط اسکندر مقدونی، تحت فرمانروایی دولت یونانی بلخ درآمد. در سال‌های پیش از اسلام این منطقه توسط سلسله‌های مختلفی مانند کوشانیان و یفتلیان کنترل می‌شد. در دوران اسلامی هم بخشی از امپراتوری سامانیان و سپس غزنویان، سلجوقیان، غوریان، خوارزمشاهیان، مغولان و تیموریان بود.
در اوایل قرن شانزدهم الی اواسط قرن هجدهم بدخشان تحت سیطرهٔ خانات بخارا قرار داشت که وقتی از امپراتوری درانیان شکست خوردند، طی معاهدهٔ صلحی در ۱۷۵۰ میلادی بین مراد بیگ بخارا و احمدشاه درانی، جز قلمرو درانیان گردید. بدخشان تحت سلطهٔ درانی‌ها و به دنبال آن سلسلهٔ بارکزی قرار گرفت و طی سه جنگ افغان و انگلیس هم، دست نخورده باقی ماند.
این منطقه در سال ۱۸۹۶ میان دو امپراتوری بزرگ (روسیهٔ تزاری و بریتانیا) به دو بخش تقسیم گردید. یک بخش این استان تحت نام بدخشان روسیه و بعداً منطقهٔ خودگردان کوهستانی بدخشان شوروی با مرکزیت شهر خاروغ به روسیه تعلق گرفت، و بخش دوم با مرکزیت شهر فیض‌آباد به امارت افغانستان پیوست. مردم ولایت بدخشان حساسیت زیادی به نام «قادر» از خود نشان می‌دهند، گویا در دوران هوتکیان کسی به نام قادر از هرات آمده و بیشتر مردم بدخشان را قتل‌عام کرده است. از این رو امروزه در بدخشان، نام قادر هم‌معنی با حسود بودن و سطح هوش پایین داشتن است. روسیه و انگلیس آمودریا (جیحون) را به عنوان مرز طبیعی پذیرفته و توسط ستون‌های مرزی نشانه‌گذاری شد. در سال ۱۹۱۷ بعد از پیروزی انقلاب بلشویکی در روسیه بدخشان روسیه به شوروی در تشکیل جمهوری شوروی سوسیالیستی تاجیکستان تعلق گرفت.
این منطقه حدود ۱۰۰ سال در صلح به‌سر می‌برد تا اینکه شعله‌های جنگ داخلی افغانستان و اتحاد جماهیر شوروی به بدخشان هم زبانه کشید.
در طول دههٔ ۱۹۹۰، بیشتر مناطق شمال‌شرقی تحت کنترل نیروهای وفادار به برهان الدین ربانی و احمد شاه مسعود بود، تا سال ۱۹۹۶ که طالبان رسماً تشکیل دولت داده بودند، بدخشان تنها ولایتی بود که طالبان آن را فتح نتوانستند و الی ۲۰۰۱ میلادی و سقوط طالبان به‌دست نیروهای احمدشاه مسعود و برهان‌الدین ربانی بود.
بدخشان بدین ترتیب یکی از معدود ولایات کشور بود که در جنگ‌های افغانستان شاهد شورش‌های کمی بود اما در طی سال‌های ۲۰۱۰ شورشیان طالبان موفق به حمله و کنترل چندین شهرستان در این ولایت شدند.
در ۲۶ اکتبر ۲۰۱۵، زمین‌لرزهٔ هندوکش با ۷٫۵ مقیاس بزرگای گشتاوری، شمال افغانستان را با حداکثر چهار مقیاس شدت مرکالی (شدید) لرزاند. این زمین لرزه تقریباً ۳۰٬۰۰۰ خانه را ویران نمود، چند صد کشته برجا گذاشت و بیش از ۱٬۷۰۰ زخمی به‌دنبال داشت.

## جغرافیا

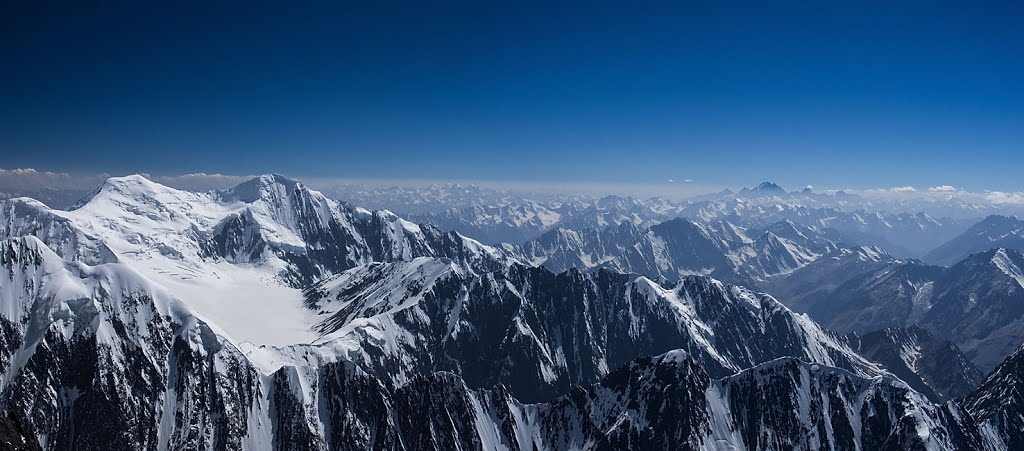
نوشاخ دومین قله مرتفع هندوکش با ۷٬۴۹۲ متر (۲۴٬۵۸۰ فوت) بعد از تراجمیر است که در ولایت بدخشان افغانستان واقع شده است.

بدخشان در ناحیهٔ شمال‌شرق افغانستان قرار داشته، یکی از ولایت‌های کوهستانی، زلزله‌خیز و سرسبز بوده و دارای منابع سرشار طبیعی از جمله معادن لعل و لاجورد می‌باشد که از پنج هزار سال پیش استخراج آن آغاز گردیده‌بود. این ولایت از شمال با ولایت مختار کوهستان بدخشان و ولایت ختلان تاجیکستان، از شرق و از طریق دالان واخان ۹۱ کیلومتر با چین، از جنوب با پاکستان و ولایت‌های ولایت نورستان، کنر، لغمان و کاپیسا، از جنوب غرب با ولایت پنجشیر و از غرب با ولایت تخار محدود است. این ولایت ۴۴٬۰۵۹ کیلومتر مربع (۱۷٬۰۱۱ مایل مربع) پهناوری دارد که بیشتر آن توسط رشته‌کوه‌های هندوکش و پامیر اشغال شده است. از نظر موقعیت جغرافیایی، بدخشان بین خطوط طول جغرافیایی شرقی ۷۰ درجه ۴ دقیقه و ۳۶ ثانیه و عرض جغرافیایی شمالی ۳۶ درجه و ۵۰ دقیقه و ۱۶ ثانیه واقع است.
طبق صندوق جهانی حیات‌وحش، زمستان‌های بدخشان آب و هوای سرد و تابستان‌های آن اقلیم معتدل و گوارا دارد؛ متوسط میزان دما در زمستان ۲۰- درجهٔ سانتی‌گراد و در تابستان میان ۱۵ الی ۲۵ درجه می‌باشد. مقدار بارندگی این ولایت بین ۸۰۰ الی ۱٬۰۰۰ میلی‌متر ثبت شده است که بیشتر به‌شکل برف می‌باشد.
ولایت بدخشان دارای کوه‌های بلند و رودخانه‌های خروشان است. سه رشته‌کوه مهمی که این ولایت را اشغال کرده است، رشته‌کوه‌های پامیر (مرتفع‌ترین قله، تغارمه با ۷٬۸۹۹ متر ارتفاع)، هندوکش (مرتفع‌ترین قله، نوشاخ با ۷٬۴۹۲ متر ارتفاع) و خواجه‌محمد (مرتفع‌ترین قله، اَخوی با ۵٬۶۸۰ متر ارتفاع) می‌باشند؛ کوه‌های کمالنگ، جلغر، هزارچشمه (مرتفع‌ترین قله، بیاک‌چشمه با ۴٬۷۴۱ متر ارتفاع)، کلات (مرتفع‌ترین قله، کلات با ۴٬۰۹۰ متر ارتفاع) و سفیدخرس (مرتفع‌ترین قله، سفیدخرس با ۵٬۳۲۶ متر ارتفاع) از دیگر ارتفاعات بدخشان به‌شمار می‌روند.
ولایت بدخشان ۵۳ درصد منابع آبی افغانستان را داراست که به‌صورت یخچال‌های طبیعی در بام دنیا ذخیره شده است و یخچال‌های پارک ملی درهٔ واخان با طول ۷۵ کیلومتر و عرض ۶۰۰ متر، از بزرگ‌ترین یخچال‌های طبیعی دنیا به‌شمار می‌رود. رودخانه‌های مهم این ولایت عبارت‌اند از آمودریا، رود کوکچه، رود واخان، رود انجمن، رود تگاب، رود پامیر، یفتل‌آب، کوف‌آب، آیش‌آب، جیروآب، رونج‌آب، زریچ‌آب، رود وردوج، رود شیوا، رود جرم، رود خستک، رود جوخان، رود درواز و رود راغ. دریاچه‌های بدخشان که در سرحد افغانستان و تاجیکستان قرار دارند عبارتند از: جهیل شیوا، زرکول و چقمقین، دیگر دریاچه‌های این ولایت عبارتند از: دریاچهٔ سبز، دریاچهٔ چاهیلِ سرغیلان، دریاچهٔ آغردهٔ غارسپان و دریاچهٔ غوری‌سنگ.
دالان واخان در غرب بدخشان شامل دو منطقهٔ چراگاه و بوته زار کوهستانی است: استپ آلپی کاراکروم در غرب فلات تبت و استپ درواز در کوه‌های پامیر. این منطقه توسط دولت افغانستان منطقهٔ حفاظت‌شده اعلان گردیده و یکی از پارک‌های ملی افغانستان می‌باشد.
مجموع محوطه‌های جنگل‌های بدخشان به ۴۵۰٬۰۰۰ هکتار می‌رسد که درختان سوزنی‌برگ، صنوبر، بلوط، سرو و ناجو در ارتفاعات بلند و درختان چنار، کج‌بید، بادام و چهارمغز در ارتفاعات پایین آن می‌روید. در جنوب فیض آباد، پوشش گیاهی متداول شامل بوته‌های خار، زیزیف، اقاقیا و آمیگداتوس است. زمین‌های جنگلی پاروپامیزوس را می‌توان در مناطق شمال غربی و مرکزی ولایت یافت. پوشش گیاهی متداول دیگر مناطق ولایت، شامل چمنزارها، گرم‌دشت‌ها و درختچه‌زارهای معتدله، مریم‌گلی و خارخسک می‌شوند.
این ولایت انواع مختلف حیوانات را دارا می‌باشد چنان‌که وقتی مارکوپولو در قرن سیزدهم میلادی از بدشان بازدید نمود از یک نوع گوسفند خاص نام می‌برد که بعداً به‌نام وی به‌نام گوسفند مارکوپولو شهرت یافت، وی بدخشان را مکان تربیه اسپ‌های اصیل و قوی نوشته است که در بزکشی‌های محلی شاهد آن بوده و را خان‌آباد-بدخشان را به‌خاطر پلنگ‌ها راه پرخطر توصیف کرده است. هم‌اکنون بدخشان زیستگاه گونه‌های خاصی از حیوانات، مانند گوسفند مارکوپولو، گوسفند وحشی اوریال، پلنگ برفی، گربهٔ پالاس، خرس قهوه‌ای، گرگ خاکستری، سمور سنگی، روباه سرخ، وشق، سیاه‌گوش آهوی ختن و بز مارخور می‌باشد.

## اقتصاد

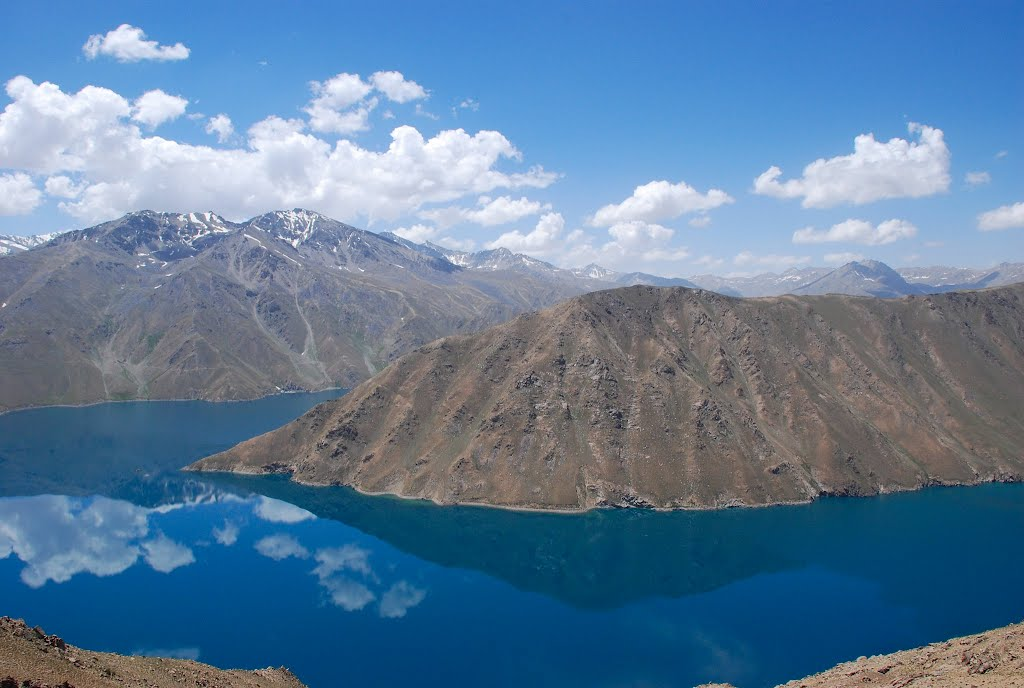
دریاچه شیوا یکی از دریاچه‌های طبیعی در ولسوالی شغنان، ولایت بدخشان.

### گردشگری
پارک ملی دهلیز واخان از مناطق حفاظت شده بدخشان بوده که با با گونه‌های زیستی منحصر به‌فرد، یکی از مقاصد گردشگری چینی‌ها و تاجیک‌ها می‌باشد؛ دریاچه شیوا با آب بسیار شفاف و زلال از دیگر منطقه گردشگری این ولایت می‌باشد.
در بدخشان در مجموع ۲۱ مکان باستانی راجستر شده توسط وزارت اطلاعات و فرهنگ وجود دارد که در شهر فیض آباد و هشت شهرستان دیگر واقع می‌باشند. از بعضی مکان‌های معروف آن: پلخشتی دریای کوکچه، خرقه مبارک، آرامگاه‌های میریاری بیگ، میرغیاث‌الدین و حکیم ناصرخسرو بلخی، ۵۷ مناره شهرستان بهارک، توپخانه شهرستان زیباک، بالاحصار اشکاشم و قلعه پنج نام برد.

### زراعت
این ولایت بیش از ۳۹۰ هزار هکتار زمین آبی و ۶۰۰ هزار هکتار زمین للمی دارد؛ اکثر اهالی بدخشان زراعت پیشه و مالدار بوده، فرآورده‌های عمدهٔ این ولایت جو، گندم، جودر، ارزن و جواری است. از جمله میوه‌ها، توت، چهارمغز، زردآلو، آلوبالو و سیب آن مشهور است. سیب بهارک، توت یفتل، انار خواهان و چهارمغز سرغیلان از شهرت خوبی برخوردار است. ناک بدخشان خیلی نازک و شیرین است که شبیه آن در جاهای دیگر پیدا نمی‌شود. این ولایات دارای ساحات وسیع جنگلات بادام کوهی و سنجد نیز می‌باشد.
- لوبیا

بر اساس آمار ریاست زراعت ولایت بدخشان در سال ۱۳۹۹، این ولایت انواع مختلف لوبیا مانند سرخ، ژاله، سفید و سفید ژاله دارد که بیش‌تر این نژادها، در ولسوالی‌های بهارک، کشم، شهدا، وردوج، جرم و فیض‌آباد کشت و تولید می‌شود. سالانه حدود ۷۰۰ هکتار زمین در این ولایت تحت کشت لوبیا است که حدود ۱٬۲۴۰ تُن لوبیا از آن حاصل می‌شود و هر سیر آن (معادل ۷ کیلوگرام) ۵۶۰ افغانی فروخته می‌شود.
- چهارمغز

بر اساس آمار ریاست زراعت ولایت بدخشان در سال ۱۳۹۹، چهارمغز در ولسوالی شهدا پرورش داده می‌شود. بدخشان ۱۸۰۰ هکتار باغ چهارمغز دارد که از همین مقدار سالانه حدود ۵۳۰ تُن چهارمغز برداشت می‌شود و هر سیر آن (معادل ۷ کیلوگرام) ۲۰۰۰ افغانی فروخته می‌شود.
- ناک

بدخشان انواع مختلف ناک مانند یخ‌ناک، چینایی، ایتالیایی، بلخی، خواجه صادقی، نشپاتی و قیام را تولید می‌کند. قرار ریاست احصائیه وزارت زراعت ولایت بدخشان در حدود ۲۷ هکتار باغ ناک دارد که از همین مقدار سالانه حدود ۷۰۰ تُن ناک برداشت می‌شود.
- عسل

بدخشان بیش از ۵۹۰ فارم تولید عسل دارد که در سال ۱۳۹۹، از آن ۲۸۳ تُن عسل به‌دست آورده است. هر کیلوگرام عسل در بدخشان بین ۴۵۰ الی ۱۲۰۰ افغانی فروخته می‌شود
- زیره

بر اساس آمار ریاست زراعت ولایت بدخشان گیاه زیره به شکل طبیعی در تمام کوهستان‌های این ولایت وجود دارد و در ولسوالی‌های شغنان، اشکاشم و شهدا نیز کشت و تولید می‌شود. سالانه حدود ۴۰۰ هکتار زمین در این ولایت تحت کشت زیره است که حدود ۱۰۰ تُن از آن حاصل می‌شود و هر سیر آن (معادل ۷ کیلوگرام) در بازارهای داخلی به دو هزار و ۵۰۰ افغانی فروخته می‌شود.
- هینگ

بر اساس آمار ریاست زراعت ولایت بدخشان گیاه هینگ در شهرستان‌های درایم و تیشکان کشت و تولید می‌شود. سالانه حدود ۲۵۹ هکتار زمین در این ولایت تحت کشت هینگ است که حدود ۳۵ تُن از آن حاصل می‌شود.
- پسته

بر اساس آمار ریاست زراعت ولایت بدخشان در سال ۱۳۹۹، حدود ۵۵۰ تن پسته از پسته‌زارهای بدخشان حاصل شده است و نسبت به‌سال ۱۳۹۸ که ۲۰۰ تُن پسته به‌دست آمده‌بود، ۶۴٪ افزایش را نشان می‌دهد. ریاست زراعت ولایت بدخشان عامل افزایش تولیدات پسته را جلوگیری از قطع جنگلات پسته این ولایت اعلان می‌کند.

### معادن
بدخشان به داشتن معادن لعل، لاجورد، زمرد، فیروزه و طلای خویش مشهور است. عمده‌ترین معادن بدخشان؛ لاجورد یُمگان به مساحت سیصد کیلومتر طول و ۴۷ کیلومتر عرض، معدن لعل در سرغیلان و معادن طلای راغ و یفتل و همچنین معدن مُنجان (مشترک با پنجشیر) می‌باشد.
- لاجورد

لاجورد بیش از ۶۰۰۰ سال است که در معادن سر سنگ واقع در منطقه کران و منجان بدخشان استخراج می‌شود. این معادن بزرگ‌ترین و شناخته شده‌ترین منابع دوران باستان بودند. بیشتر فعالیتهای معدنی اخیر بر روی سنگ لاجورد متمرکز بوده است، درآمد حاصل از معادن سنگ معدن برای تأمین بودجه نیروهای اتحاد شمال و قبل از آن، مجاهدان ضد شوروی استفاده می‌شده است.
- لعل

لعل بدخشان در بیشتر متون ادبی جهان و به ویژه فارسی کهن، به دلیل کیفیت بسیار بالای خود شهرتی ویژه داشته و زبان زد عام و خاص است. به گونه ای که بیشتر ادبا در سطح جهان، سرخیِ لب یار را به آن تشبیه کرده‌اند.
- نفت

در نتیجه بررسی‌های که اخیراً در مورد نفت در افغانستان صورت گرفته است، این ولایت را دارای ذخایر بزرگ نفتی تثبیت کرده‌اند.
بررسی‌های زمین‌شناسی اخیر، محل سایر ذخایر سنگ قیمتی، به ویژه یاقوت و زمرد را نشان داده است. بهره‌برداری از این ثروت معدنی می‌تواند کلید شکوفایی بدخشان باشد. در ۵ اکتبر ۲۰۱۸ در واشینگتن دی سی، مقامات افغان قراردادی ۳۰ ساله با ۲۲ میلیون دلار سرمایه‌گذاری توسط گروه سرمایه‌گذاری سنتر و شرکت بهره‌بردار آن با شرکت طلا و مواد معدنی افغانستان، برای اکتشاف استخراج طلا و توسعه منطقه ای بدخشان امضا کردند. بر اساس آمار وزارت معادن و پترولیم افغانستان، ذخایر آهن در ساحه ساجر و فارماره، مس در گلیک، سرب و جست در بایقره، لاجورد و قلعی ده گال، تورمالین در رباط، طلا در ویکادور، کوارتز در مندوقول، تراورتین در سرجنگل، زغال در اندمین و بیروج در کفتر خانه ولایت بدخشان می‌باشند.

## واحدهای اداری
ولایت بدخشان به ۲۸ ولسوالی تقسیم شده است:

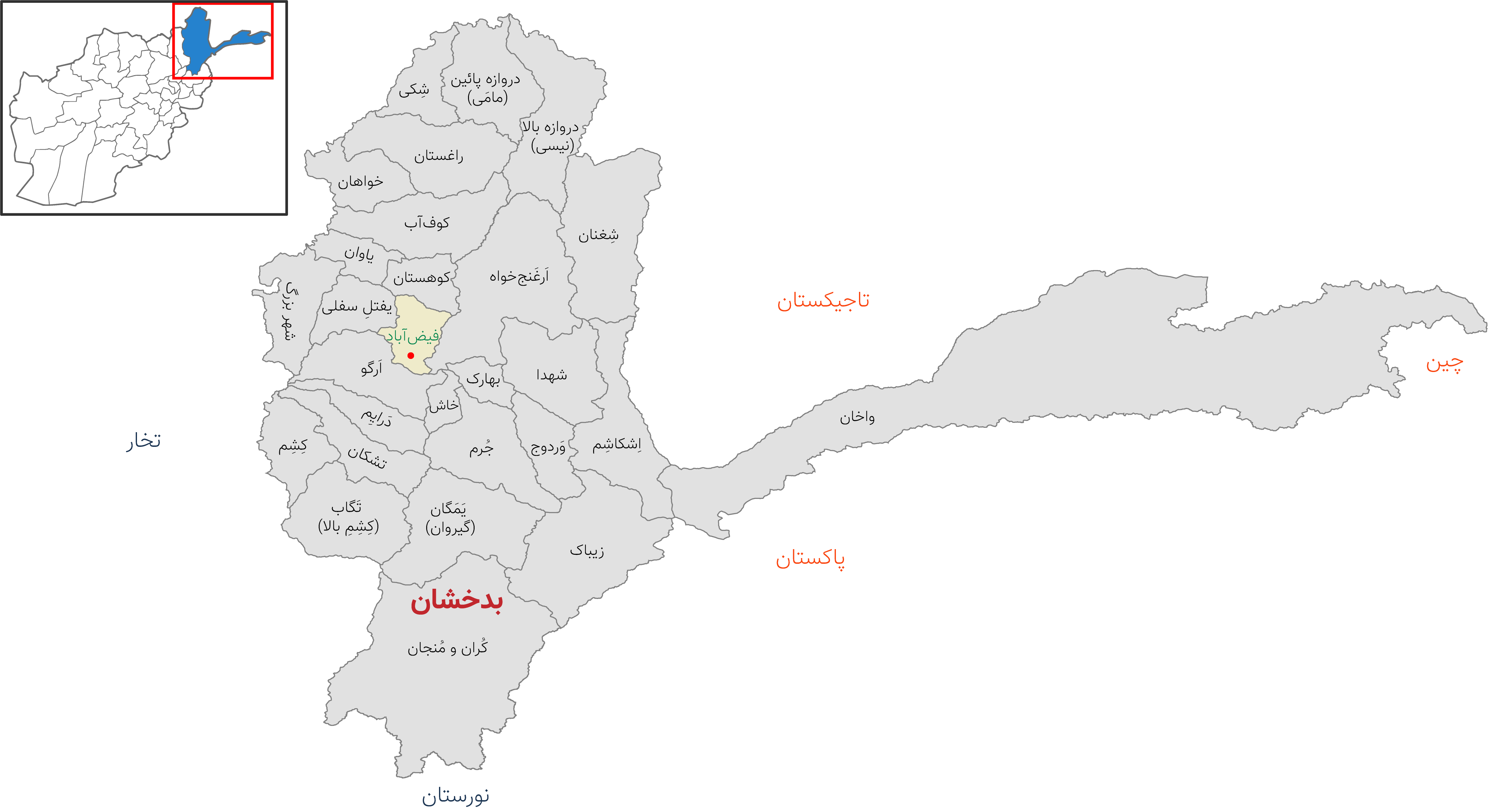
ولسوالی‌های بدخشان

| شماره | ولسوالی               | مرکز         | جمعیت      | پهناوری            | موقعیت | فرماندار       | تعداد قریه‌ |
| ----- | --------------------- | ------------ | ---------- | ------------------ | ------ | -------------- | ---------- |
| ۱     | کِشِم درجه اول          | مشهد         | ۹۱٬۴۰۷ نفر | ۸۳۴ کیلومتر مربع   |        | گل‌محمد بلوچ    | ۱۰۰        |
| ۲     | درواز بالا درجه دوم   | نِسی          | ۲۶٬۱۷۳ نفر | ۹۹۸ کیلومتر مربع   |        | اسماعیل قیومی  | ۸۴         |
| ۳     | جرم درجه دوم          | جرم          | ۴۲٬۶۷۱ نفر | ۱٬۰۴۵ کیلومتر مربع |        | نورآقا نادری   | ۷۴         |
| ۴     | اِشکاشِم درجه دوم       | اشکاشم       | ۱۵٬۶۷۷ نفر | ۱٬۲۵۵ کیلومتر مربع |        | نامدار خان     | ۴۶         |
| ۵     | واخان درجه دوم        | خندود        | ۱۶٬۸۷۳ نفر | ۱٬۲۵۸ کیلومتر مربع |        | نصرت‌الله نایل  | ۱۱۲        |
| ۶     | بهارک درجه دوم        | بهارک        | ۳۲٬۵۵۱ نفر | ۴۱۹ کیلومتر مربع   |        | عظیم موسوی     | ۵۳         |
| ۷     | شغنان درجه دوم        | شغنان        | ۳۱٬۴۸۷ نفر | ۳٬۵۴۵ کیلومتر مربع |        | میرزاقل        | ۵۹         |
| ۸     | خواهان درجه دوم       | خواهان       | ۱۸٬۷۳۴ نفر | ۸۵۴ کیلومتر مربع   |        | غفران ذکی      | ۴۳         |
| ۹     | شهرِ بزرگ درجه دوم     | شهر بزرگ     | ۵۹٬۱۲۳ نفر | ۱٬۱۱۲ کیلومتر مربع |        | سمیع عتیق      | ۸۱         |
| ۱۰    | تیشکان درجه دوم       | تیشکان       | ۳۳٬۷۴۶ نفر | ۷۳۹ کیلومتر مربع   |        | رووف فهیم      | ۶۱         |
| ۱۱    | دِرایم درجه دوم        | درایم        | ۶۹٬۶۱۸ نفر | ۵۰۲ کیلومتر مربع   |        | نوروز حیدری    | ۶۷         |
| ۱۲    | شِکی درجه دوم          | ژراف         | ۲۹٬۷۶ نفر  | ۷۶۸ کیلومتر مربع   |        | فخرالدین       | ۴۰         |
| ۱۳    | اَرگو درجه دوم         | ارگو         | ۸۸٬۶۱۶ نفر | ۱٬۰۷۲ کیلومتر مربع |        |                | ۱۴۹        |
| ۱۴    | یاوان درجه دوم        | یاوان        | ۳۶٬۶۶۹ نفر | ۵۰۰ کیلومتر مربع   |        | عمران پیام     | ۸۰         |
| ۱۵    | راغستان درجه دوم      | راغ          | ۴۴٬۷۷۳ نفر | ۱٬۱۱۹ کیلومتر مربع |        | غلام الله      | ۱۱۵        |
| ۱۶    | یفتل سفلی درجه دوم    | نالند        | ۵۹٬۶۵۴ نفر | ۵۰۳ کیلومتر مربع   |        | امام‌علی همدمی  | ۹۲         |
| ۱۷    | کِران و مِنجان درجه سوم | کران و منجان | ۱۰٬۷۶۱ نفر | ۵٬۵۳۰ کیلومتر مربع |        | احمدشاه ذیغم   | ۴۲         |
| ۱۸    | زیباک درجه سوم        | زیباک        | ۸٬۹۰۲ نفر  | ۱٬۹۲۹ کیلومتر مربع |        |                | ۲۴         |
| ۱۹    | خاش درجه سوم          | شهران        | ۴۳٬۴۰۶ نفر | ۳۷۰ کیلومتر مربع   |        | محمد معروف     | ۲۲         |
| ۲۰    | یمگان درجه سوم        | یمگان        | ۲۹٬۰۹۶ نفر | ۱٬۵۱۵ کیلومتر مربع |        |                | ۴۳         |
| ۲۱    | کوف‌آب درجه سوم        | قلعه کوف     | ۲۵٬۲۴۳ نفر | ۱٬۵۷۹ کیلومتر مربع |        | پاچا خان       | ۵۷         |
| ۲۲    | تگاب درجه سوم         | فرمانقلی     | ۳۱٬۷۵۳ نفر | ۱٬۶۹۱ کیلومتر مربع |        |                | ۵۵         |
| ۲۳    | کوهستان درجه سوم      | کوهستان      | ۱۸٬۷۳۳ نفر | ۵۹۱ کیلومتر مربع   |        | میراحمد جواد   | ۹۸         |
| ۲۴    | درواز پایین درجه سوم  | مایمی        | ۲۹٬۸۹۳ نفر | ۱٬۴۲۷ کیلومتر مربع |        |                | ۷۲         |
| ۲۵    | وردوج درجه سوم        | وردوج        | ۲۴٬۷۱۲ نفر | ۱٬۱۴۵ کیلومتر مربع |        | دولت‌محمد خاور  | ۴۵         |
| ۲۶    | ارغنج‌خواه درجه سوم    | نوآباد       | ۲۴٬۷۱۲ نفر | ۵۶۶ کیلومتر مربع   |        | معروف خیرخواه  | ۴۶         |
| ۲۷    | شهدا درجه سوم         | میان‌ده       | ۳۹٬۰۶۱ نفر | ۱٬۳۱۶ کیلومتر مربع |        | غلام فاروق     | ۶۱         |
| ۲۸    | فیض‌آباد درجه اول      | فیض‌آباد      | ۷۷٬۱۴۳ نفر | ۵۱۴ کیلومتر مربع   |        | نذیرمحمد نیازی | ۱۷۵        |

## نگارخانه

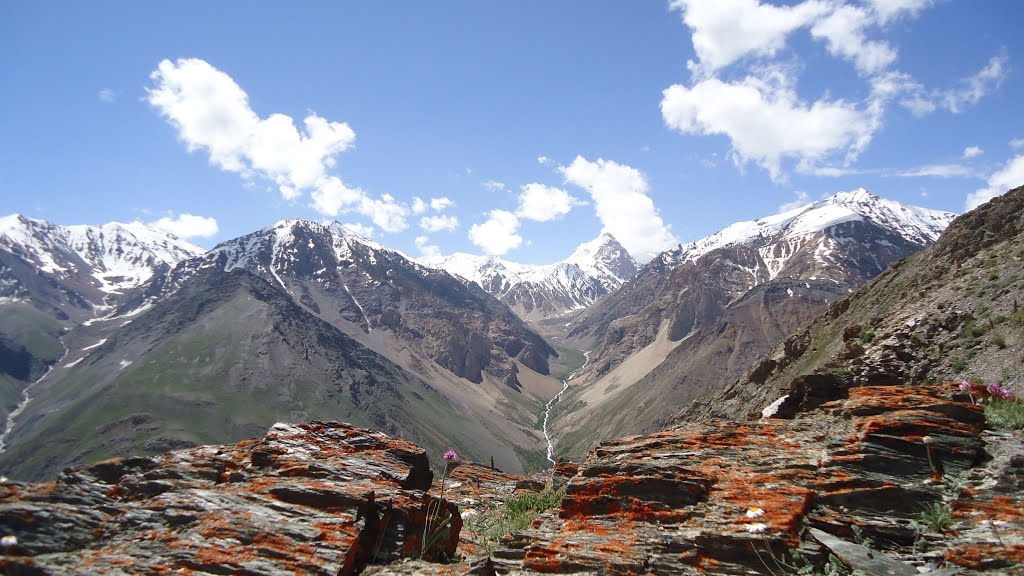
طبیعت زیبای پارک ملی واخان، لنگر پامیر.
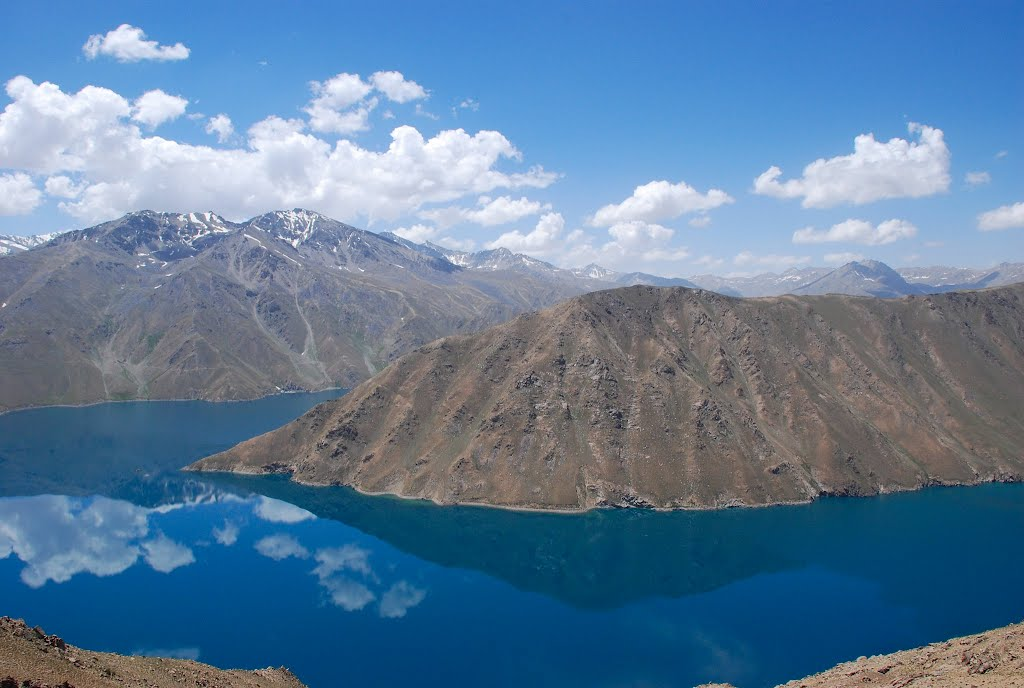
دریاچه شیوا، یکی از دریاچه‌های طبیعی در ولسوالی شغنان، ولایت بدخشان
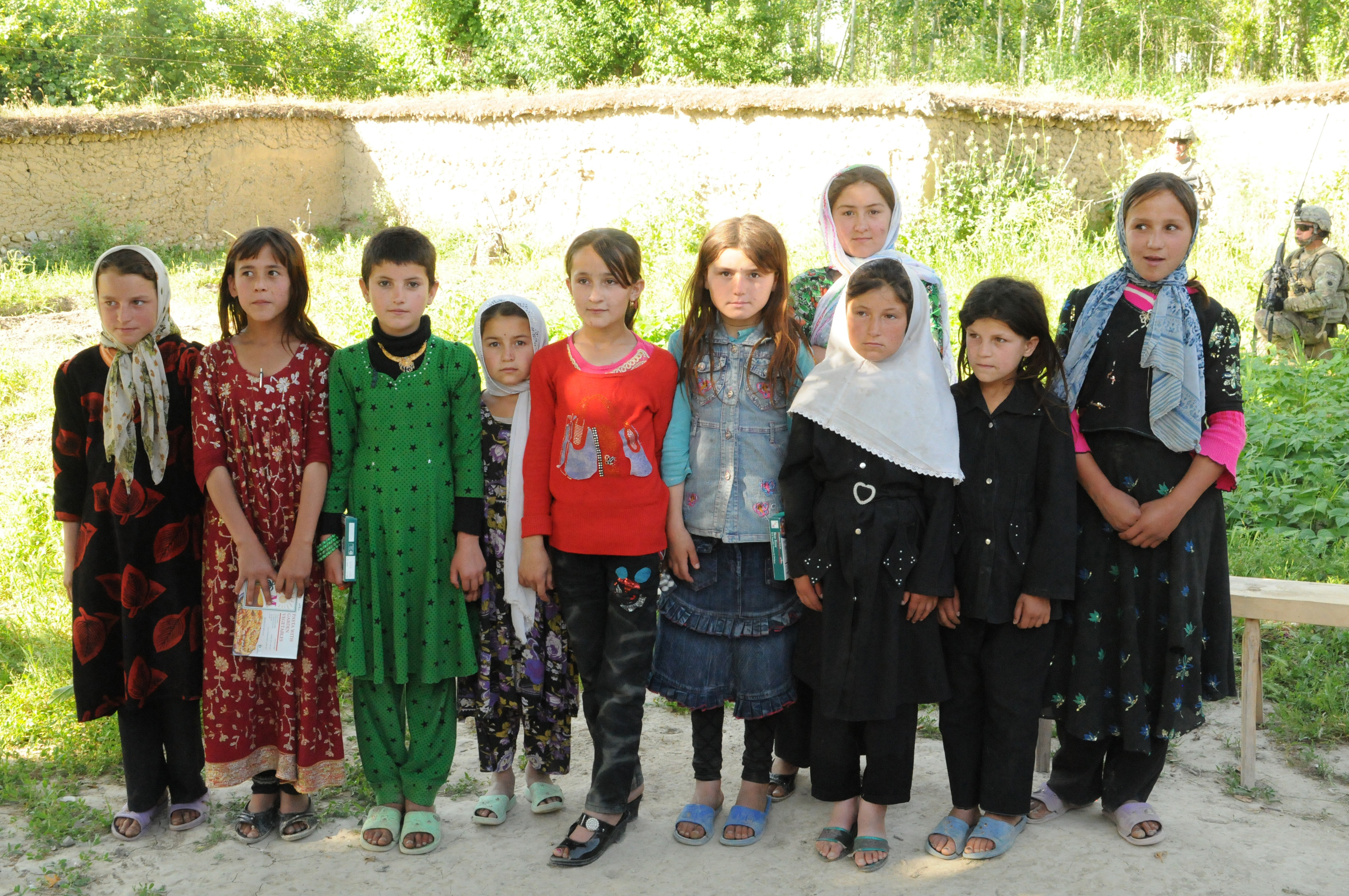
کودکان در ولایت بدخشان، سال ۲۰۱۲
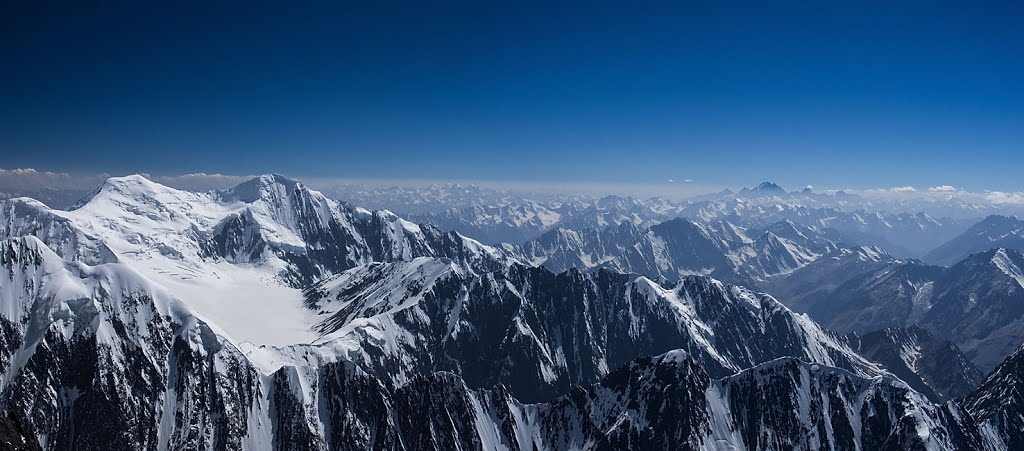
قلهٔ نوشاخ، بلندترین قله افغانستان
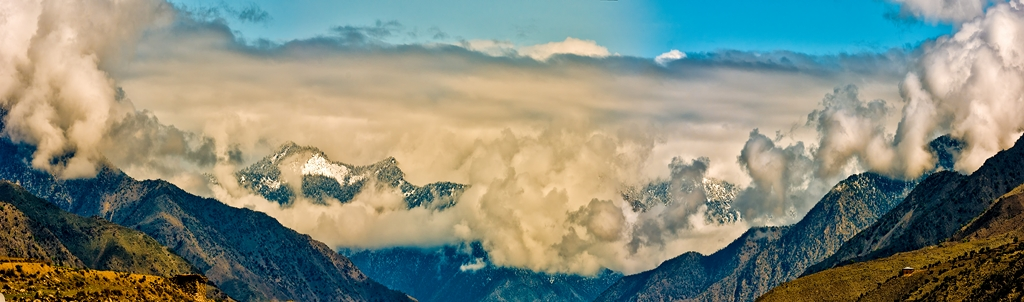
چشم‌اندازی زیبا از دره‌ها و کوهستان‌های ولایت بدخشان
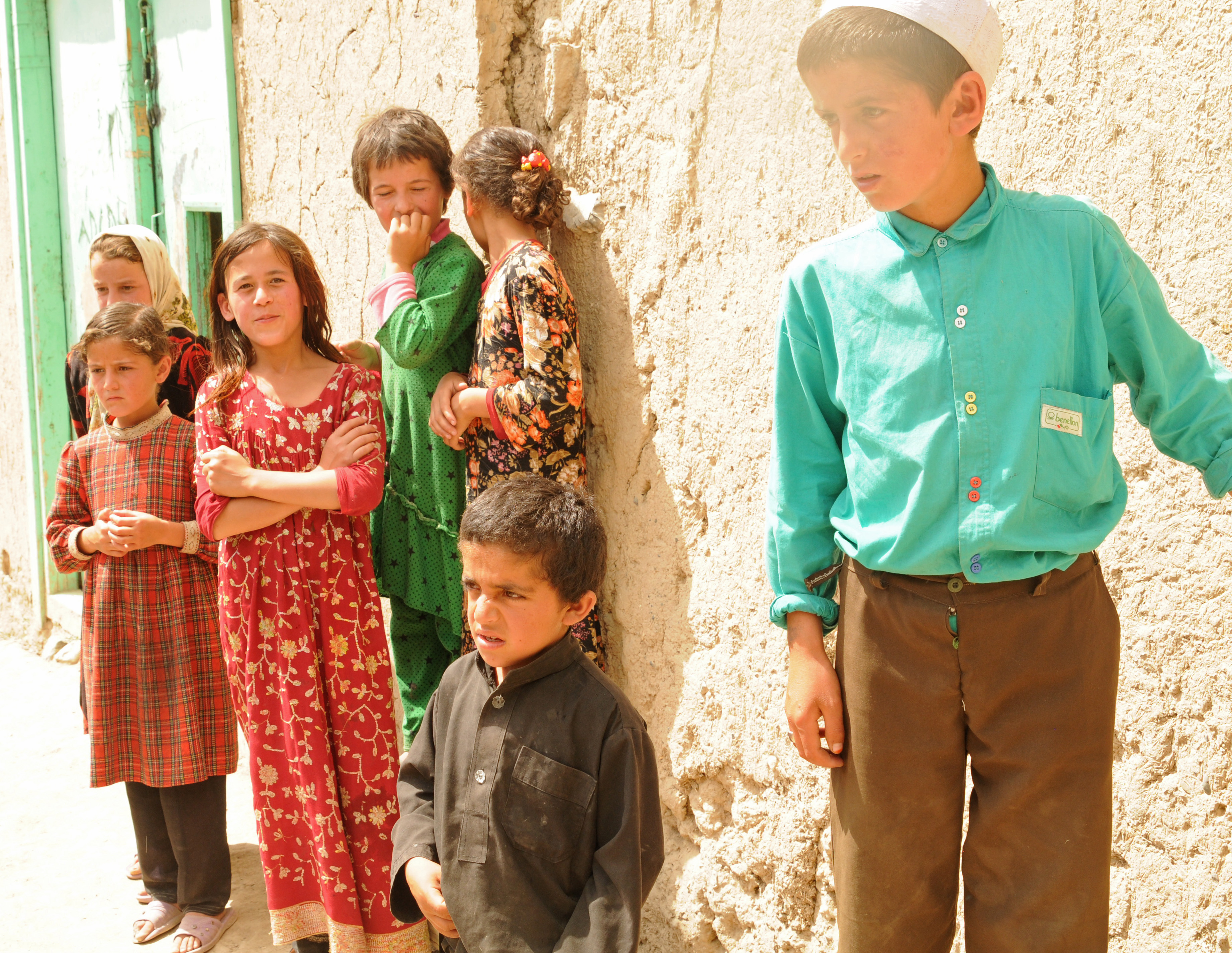
کودکان در ولایت بدخشان
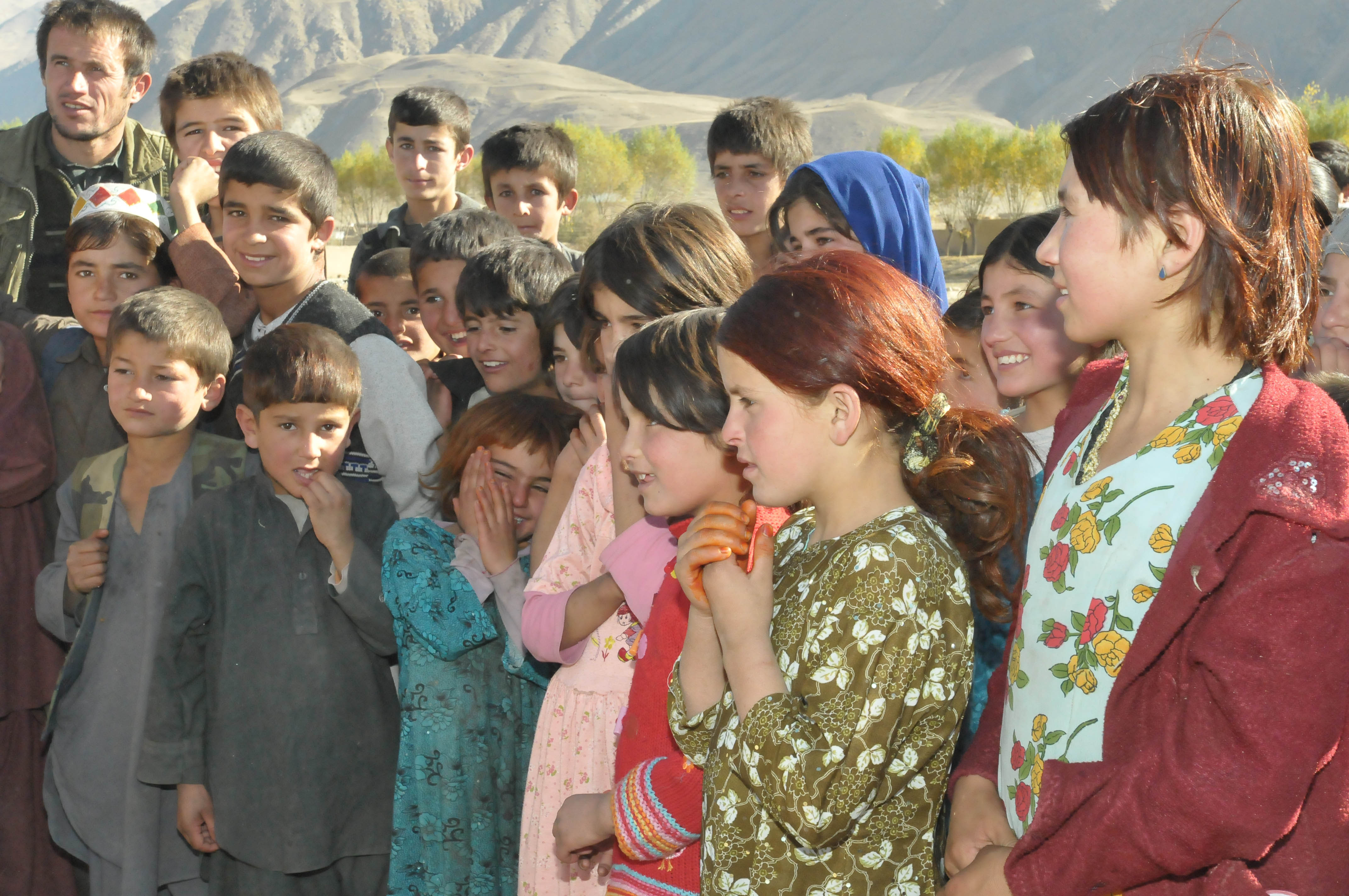
کودکان در ولایت بدخشان
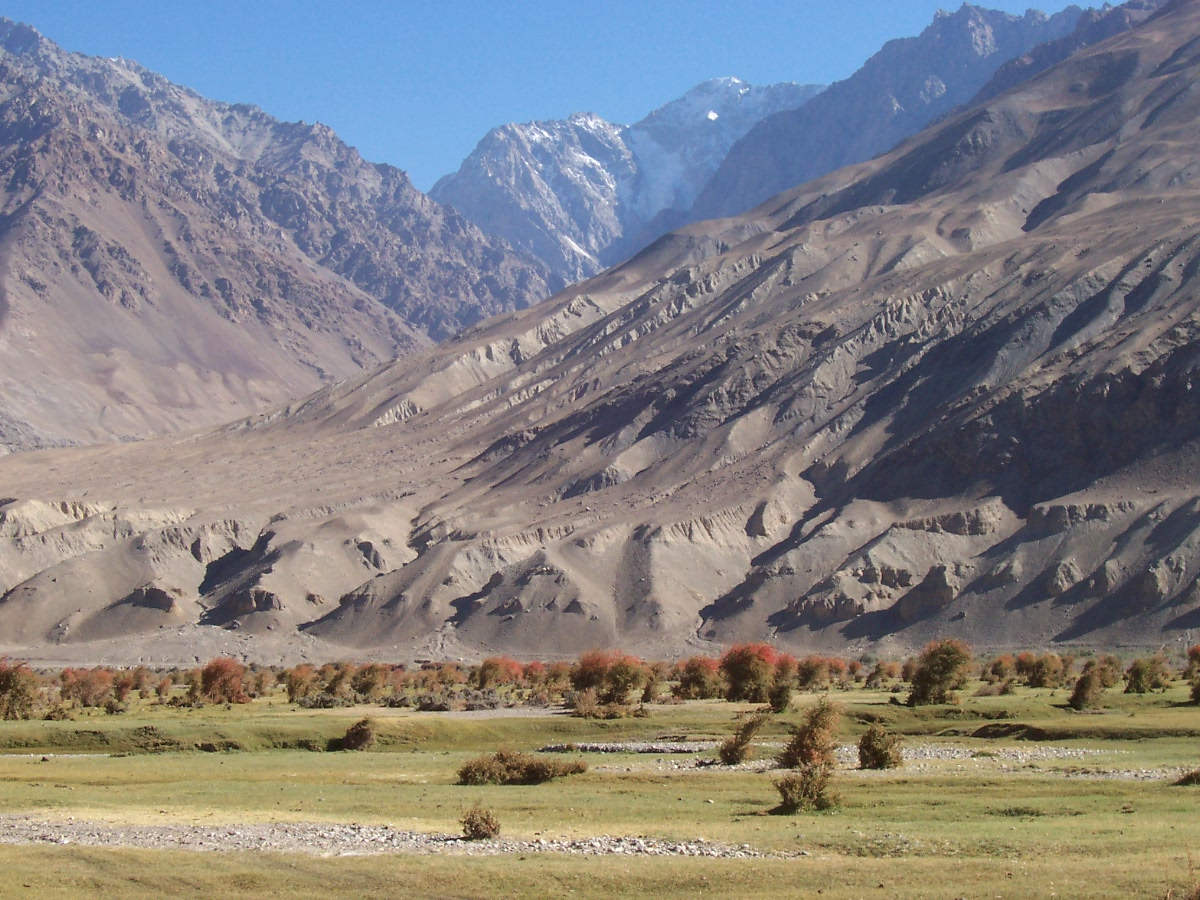
کوهستانی در ولسوالی کُران و مُنجان، ولایت بدخشان
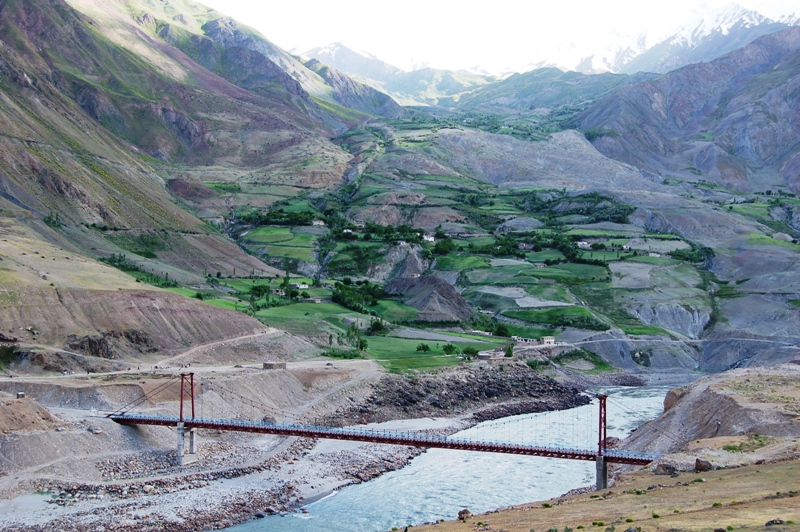
پل دوستی، بین افغانستان و تاجیکستان بر فراز رود پنج، در منطقهٔ ونج و مایمی
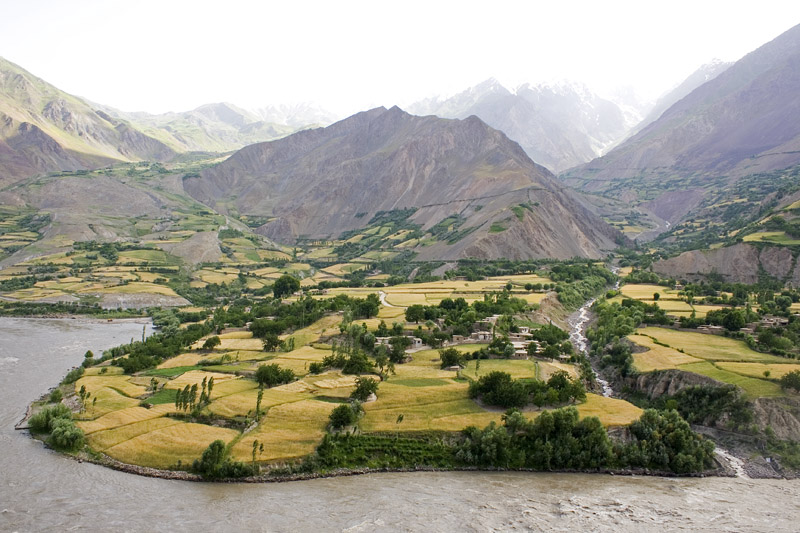
نمایی از جامرچ بالا ولسوالی مایمَی،  درواز استان بدخشان
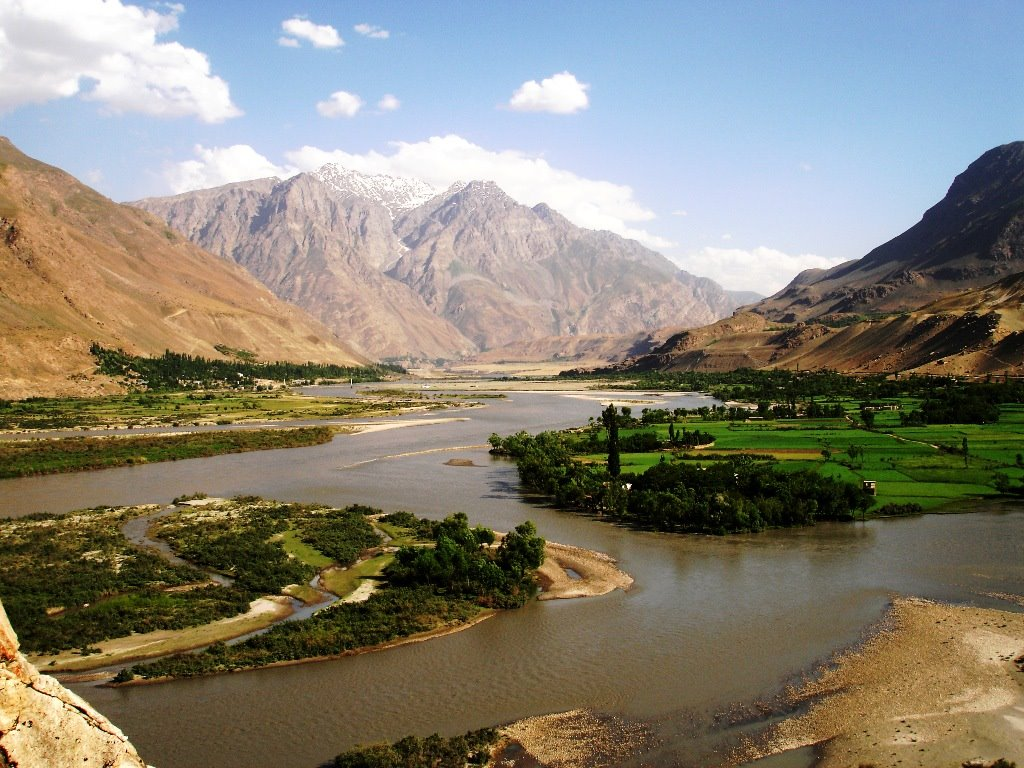
نمایی از رودخانه پنج، مرز میان افغانستان و تاجیکستان در منطقه شغنان